# Moḥammed Ḥoseyn Ṭanṭāwī
Moḥammed Ḥoseyn Ṭanṭāwī Sulaymān (in arabo محمد حسين طنطاوﻱ‎?; Il Cairo, 31 ottobre 1935 – Il Cairo, 21 settembre 2021) è stato un politico e generale egiziano.

## Biografia
È stato presidente dell'Egitto nel biennio 2011-2012, fino all'elezione di Muḥammad Mursī.
È stato feldmaresciallo (Mushīr) e comandante in capo dell'esercito egiziano, nonché ministro della difesa e della produzione militare. È stato presidente del Consiglio Supremo delle forze armate e ministro della difesa egiziano fino al 12 agosto 2012, quando è stato rimosso dall'incarico dal presidente Muḥammad Mursī
.
Di famiglia originaria della Nubia, Moḥammad Ḥoseyn Ṭanṭāwī ottenne il grado di ufficiale di fanteria dopo aver frequentato l'Accademia Militare Egiziana del Cairo nel 1956. Ha partecipato alle guerre del 1956, 1967 e 1973, per operare in seguito in veste di addetto militare in Pakistan.

Tra i ruoli ricoperti in passato figurano quelli di comandante della Guardia Repubblicana (Quwwāt Haras al-Jumhūrī) e di capo delle operazioni dell'esercito.

Nel 1990-1991 ha poi partecipato alle operazioni di guerra contro l'Iraq.
Fu nominato ministro nel 1991, dopo l'allontanamento del generale Yusuf Sabri Abu Talib, guadagnandosi l'alto grado che ha tuttora. In quello stesso periodo partecipò alla guerra del Golfo, tra le file della coalizione ONU a guida USA.
A partire dall'11 febbraio 2011, in seguito alle dimissioni di Hosni Mubarak, ha assunto de facto, in qualità di comandante in capo delle forze armate e del Consiglio Supremo delle forze armate, i poteri presidenziali in attesa delle elezioni legislative e presidenziali dalle quali sarebbero usciti vincitori il partito di Fratelli Musulmani di Muḥammad Mursī.

## Onorificenze

### Onorificenze egiziane
Cavaliere di gran croce dell'Ordine al Merito